# 温熙森
温熙森（1945年—），男，江苏常熟人，中华人民共和国军事人物，中国人民解放军中将。曾任国防科技大学校长。

## 生平
2000年，授予中国人民解放军中将军衔。2008年，当选第十一届全国政协常务委员，代表特别邀请人士，分入第五十六组。并担任教科文卫体委员会专委。